# 詹姆斯·沃克
詹姆斯·沃克（英語：James Walker，1897年—？），南非男子自行车运动员。他曾代表南非参加1920年夏季奥林匹克运动会自行车比赛，获得男子双人自行车赛银牌和男子团体追逐赛铜牌。